# Wittum (Schillingsfürst)
Wittum ist ein Gemeindeteil der Stadt Schillingsfürst im Landkreis Ansbach (Mittelfranken, Bayern). Wittum liegt in der Gemarkung Schillingsfürst.

## Geographie
Die Einöde liegt an der Wörnitz und am Ölmühlgraben, der 200 Meter weiter südlich als linker Zufluss in die Wörnitz mündet. Im Nordwesten grenzt ein Gewerbegebiet an. 0,5 km südwestlich liegt das Rosenfeld. Eine Gemeindeverbindungsstraße führt zur Staatsstraße 2246 beim Gewerbegebiet Simonhölzl der Stadt Schillingsfürst (0,3 km nordwestlich). Eine weitere Gemeindeverbindungsstraße führt nach Riedenberg (0,8 km südlich) bzw. an der Oelmühle vorbei zur Kreisstraße AN 35 (1 km nordöstlich).

## Geschichte
Im Geographischen Lexikon von 1804 wird der Ort folgendermaßen beschrieben: „Widdum, oder vielmehr Widdim, Hohenlohe-Schillingsfürstischer Hof, der ehemals zur Kaplaney Schillingsfürst gehörte; gegenwärtig wohnen daselbst ein herrschaftlicher Wildmeister nebst 2 Bauern, deren Nahrungsstand im vortrefflichen Feldbau und Viehzucht bestehet.“
Mit dem Gemeindeedikt (frühes 19. Jahrhundert) wurde Wittum dem Steuerdistrikt und der Munizipalgemeinde Schillingsfürst zugewiesen.

### Baudenkmal
- Haus Nr. 4: zugehörig massive Zehntscheune, Krüppelwalm, 1739.[7]

### Einwohnerentwicklung
| Jahr      | 001818 | 001840 | 001861 | 001871 | 001885 | 001900 | 001925 | 001950 | 001961 | 001970 | 001987 |
| Einwohner | 25     | 15     | 29     | 17     | 18     | 14     | 16     | 18     | 14     | 14     | 18     |
| Häuser    | 5      | 3      |        |        | 3      | 3      | 3      | 3      | 3      |        | 4      |
| Quelle    | [ 9 ]  | [ 10 ] | [ 11 ] | [ 12 ] | [ 13 ] | [ 14 ] | [ 15 ] | [ 16 ] | [ 17 ] | [ 18 ] | [ 1 ]  |

## Religion
Der Ort ist seit der Reformation evangelisch-lutherisch geprägt und bis heute nach St. Kilian (Schillingsfürst) gepfarrt. Die Einwohner römisch-katholischer Konfession sind nach Kreuzerhöhung (Schillingsfürst) gepfarrt.